# Commelina obscura
Commelina obscura är en himmelsblomsväxtart som beskrevs av Karl Moritz Schumann. Commelina obscura ingår i släktet himmelsblommor, och familjen himmelsblomsväxter.
Artens utbredningsområde är Kenya. Inga underarter finns listade.